# Assedio di Trebisonda (1282)
L'assedio di Trebisonda dell'aprile 1282 fu un assedio non riuscito di Trebisonda, capitale dell'Impero di Trebisonda, da parte del re georgiano Davide I di Imerezia. Poco si sa dell'attacco, ma è possibile che abbia contato sull'appoggio dell'aristocrazia trapezuntina, che si opponeva al riavvicinamento dell'imperatore Giovanni II di Trebisonda (regnante nel 1280-1297) alla corte bizantina paleologa di Costantinopoli. Sebbene il re Davide non sia riuscito a prendere la città, i georgiani occuparono diverse province.